# Nagapattinam
Nagapattinam ou Nagappattinam (anciennement Negapatam, Negapatnam ou Shiva Rajadhani) est une ville sur la côte du Tamil Nadu, dans le sud de l'Inde. C'est le centre administratif du district de Nagapattinam.

## Histoire
Nagapattinam est un ancien centre du bouddhisme. Le Chudamani Vihara, un monastère bouddhiste, y fut construit au XIe siècle (en l'an 1005) sous les Cholas, à l'initiative du roi Maravijayottunggavarman de Shrîvijaya (Java) et l'aide de Rajaraja I. Il est notamment visité par des moines birmans au milieu du XVe siècle, qui y séjournèrent à la suite d'une mission à Ceylan, où ils furent envoyés par le roi pégouan Dhamacetti se former auprès du Mahavihara,. Le bouddhisme y prospéra jusqu'aux XVIe voire XVIIe siècles et les bâtiments du vihara survécurent jusqu'au XIXe siècle. Depuis 1856, jusqu'à 350 statues de bronze bouddhiques ont été découvertes sur la commune et ses alentours, datées du XIe siècle au XVIe siècle. Une partie de ces artéfacts ont été trouvées notamment lors de la démolition du monastère par les jésuites en 1867,, et forment une collection spécifique au musée gouvernemental de Madras,.
À cette même période, Negapatnam présentait un paysage culturel diversifié, attesté par une certaine importance de ses deux sanctuaires shivaïtes et vishnouïtes de Kayarohanaswami et de Soundararajaperumal,,. Ainsi, des inscriptions au temple de Kayarohanaswami datées des XIe et XIIe siècles, font état de plusieurs donations de la part des rois de Shrîvijaya, de leurs agents en Inde, et du roi de Kidara, identifié à Kedah dans la péninsule malaise,.
La ville fut une importante possession portugaise, alors connue comme Negapatão, stratégiquement située sur les routes marchandes de l'Asie orientale; elle fut prise par les Hollandais en 1660, puis par les Anglais en 1781.
Cette ville donna son nom à trois batailles navales livrées en 1746, 1758 et 1782.

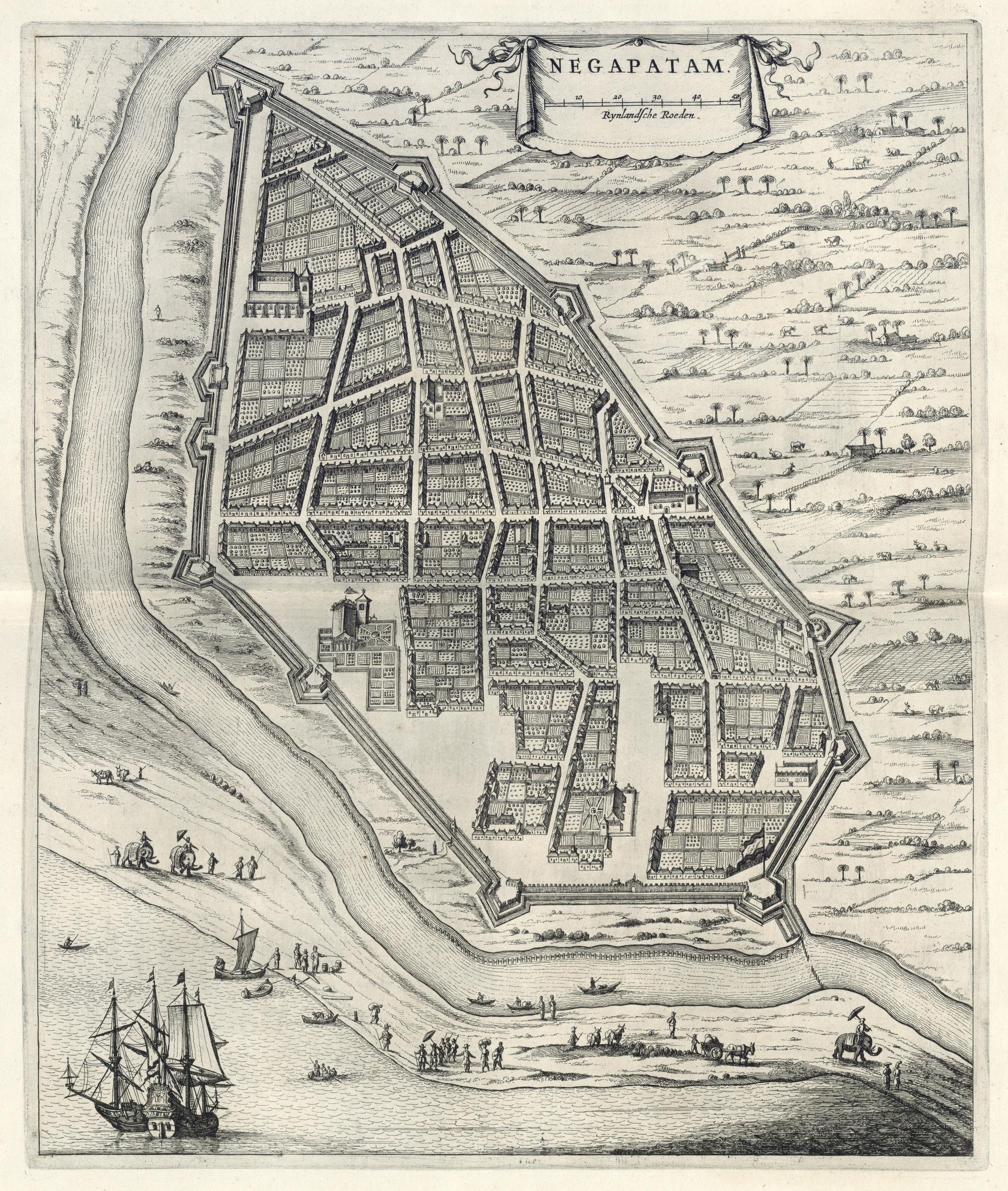
Gravue de Nagapattinam vers 1672